# سود مطلق (روابط بین‌الملل)
سود مطلق یا دستاورد مطلق (انگلیسی: Absolute gain) بر اساس تئوری لیبرالیسم (روابط بین‌الملل)، سود مطلق چیزی است که بازیگران بین‌المللی در تعیین منافع خود به آن نگاه می‌کنند، آثار کلی یک تصمیم را بر دولت یا سازمان سنجیده و بر اساس آن عمل می‌کنند. منافع بازیگر بین المللی نه تنها شامل قدرت می‌شود، بلکه اثرات اقتصادی و فرهنگی یک اقدام را نیز در بر می‌گیرد.